# Martín Vilallonga
Martín Raúl Vilallonga (San Rafael, Provincia de Mendoza, 7 de mayo de 1970) es un exfutbolista argentino. Jugaba de delantero.

## Trayectoria
Martín debutó en Universitario de Deportes “U”, el lunes 30 de julio de 2001 en el Estadio IV Centenario de Huancayo ante Unión Minas por el Torneo Clausura, conformando la delantera con Abel Lobatón. El partido lo ganó Unión Minas, con gol de Rengifo de shot a los 17 minutos del segundo tiempo. El domingo 12 de agosto del mismo año anotó su primer gol, mediante penal, en el estadio Monumental, ante Estudiantes de Medicina, a los 25 minutos del segundo tiempo. El partido acabó empatado a 1, por un gol de Reyes a los 48 minutos del segundo tiempo.

## Clubes
| Club                      | País          | Año           | Partidos | Goles |
| ------------------------- | ------------- | ------------- | -------- | ----- |
| Independiente             | Argentina     | 1990          | 8        | 0     |
| Estudiantes de la Plata   | Argentina     | 1991-1992     | 18       | 0     |
| Independiente             | Argentina     | 1993-1994     | 52       | 5     |
| Lanús                     | Argentina     | 1994          | 18       | 6     |
| Toros Neza                | México        | 1995-1996     | 50       | 17    |
| Racing Club               | Argentina     | 1996-1998     | 75       | 14    |
| Lanús                     | Argentina     | 1998-2000     | 86       | 29    |
| Avispa Fukuoka            | Japón         | 2000          | 11       | 2     |
| Universitario de Deportes | Perú          | 2001-2002     | 48       | 20    |
| Club León                 | México        | 2002-2003     | 41       | 22    |
| Arsenal de Sarandí        | Argentina     | 2003-2004     | 31       | 4     |
| Instituto de Córdoba      | Argentina     | 2005          | 14       | 4     |
| Total carrera             | Total carrera | Total carrera | 452      | 123   |

## Palmarés

### Campeonatos nacionales
| Título           | Club                        | País      | Año    |
| ---------------- | --------------------------- | --------- | ------ |
| Primera División | Club Atlético Independiente | Argentina | C-1994 |
| Torneo Apertura  | Universitario de Deportes   | Perú      | 2002   |